# Пелецис, Георг
Георг (Георгс) Пе́лецис (латыш. Georgs Pelēcis, в документах советского периода Георгий Эльевич Пелецис; род. 18 июня 1947, Рига) — латвийский композитор и музыковед, профессор Латвийской Музыкальной академии, единственный из латвийских композиторов, чья музыка исполнялась в Лондонском Королевском Альберт-холле.

## Биография
Родился в русско-латышской православной музыкальной семье и рано проявил способности к музыке.
Учился в рижской средней специальной музыкальной школе имени Эмиля Дарзиня, где композиция была обязательным предметом, который преподавал композитор Гедерт Раман, заметивший талант Георгия к сочинению музыки. Он рекомендовал юноше готовиться к поступлению в Московскую консерваторию, где Пелецис попал в класс композиции Арама Хачатуряна.
У Хачатуряна я учился мастерству, всему остальному человек учится у жизни. Так должно быть. Например, я у студентов своих учусь, у детей — это тоже нормально. Не знаю, учатся ли у меня чему-то мои дети, но я у них учусь.Георг Пелецис 
По окончании консерватории (1971) вернулся в Ригу и начал работать в Латвийской государственной консерватории преподавателем кафедры теории музыки. В 1977 году продолжил изучение теории музыки в аспирантуре Московской государственной консерватории у Владимира Протопопова. В 1981 году защитил кандидатскую диссертацию «Формообразование в музыке И. Окегема и традиции Нидерландской полифонической школы».
Доктор искусствоведения (1990), тема диссертации «Принципы полифонии Палестрины и традиции эпохи вокального многоголосия». Эта работа была отмечена Международным Центром Палестрины в Риме (1993).
Георгий Пелецис глубоко изучил музыку прошлого — творчество Вивальди, Скарлатти, Монтеверди (XVI век). Это повлияло и на его собственный стиль, для которого характерны положительные эмоции, радость и легкость звучания, и в то же время глубокое раздумье над проблемой спасения человека, поиски идеала и стремление к нему.
В 1990 году избран профессором Латвийской Музыкальной академии. Его главные дисциплины — контрапункт и фуга. Пелецис — автор более 30 научных работ и выступлений на научных конференциях в Риге, Москве, Риме по музыке Средневековья, Ренессанса, барокко. Благодаря Фонду Сороса Пелецис выезжал в творческие командировки в Оксфорд (1995, Corpus Christi College) и Кембридж (1997, Gonville and Caius College). В Англии он получил первые иностранные заказы на сочинения, его музыка к сказке Роальда Даля «Джек и бобовое зернышко» (Jack and the Beanstalk) прозвучала в Лондонском Королевском Альберт-холле. Это сочинение латвийский композитор написал, выиграв конкурс, организованный вдовой после смерти писателя. «Я написал ораторию для драматических актёров и симфонического оркестра по сказке Даля, которая имела большой успех, — рассказывал композитор в интервью писателю и драматургу Георгу Стражнову. — Достаточно сказать, что одну из заглавных ролей исполнял Дэнни Де Вито. Было еще несколько успешных программ сотрудничества с BBC».
Его сочинения исполнялись на фестивале «Альтернатива» в Москве, на фестивале в Локенхаузе в Австрии. Одна из работ — концерт «Тем не менее» (Nevertheless) — привлекла внимание хореографов и была поставлена балетной труппой Dance Alloy в Питсбурге (США), в 2000 году, Марком Тейлором.
Свое 70-летие Георгий Эльевич отметил мировой премьерой фортепианного концерта «Musica confinanta», который исполнил известный латышский пианист Вестард Шимкус и Латвийский Национальный симфонический оркестр под управлением Андриса Вецумниекса. Концерт транслировался в прямом эфире радио «Klassika». Сonfinanta — это зона пограничная, когда настала пора оглянуться на прожитое, пояснял автор. Концерт написан необычно: не в трех, а в шести частях, и начинается с «конца» — заключения (Postludio). Вторую часть — Via passata, или «Пройденный путь» — композитор называет эмоциональной доминантой своего прошлого, третья часть — Reminiscenza, четвёртая — Scherzo sereno, или «Безмятежное скерцо». Пятая часть — Toccata furiosa, или «Яростная токката» — обращена в будущее, а завершает концерт Preludio, которая обычно идет в начале этой музыкальной формы.

## Творчество
Автор работ о творчестве Окегема, Депре, Палестрины. Испытал влияние Арво Пярта, Стива Райха. Его творчество сближают со школой новой простоты и нового консонантизма. Интересы Пелециса в мире музыки представляют немецкое музыкальное издательство «Sikorski» и латвийское «Musica Baltica».
Критики причисляют Пелециса к плеяде таких композиторов-модернистов, как Джон Адамс в США, Леонид Десятников и Владимир Мартынов в России, Петерис Васкс и Петерис Плакидис в Латвии. По направлению творческих поисков Пелецис близок к группе «Московский постконцептуализм», куда входят также Павел Карманов, Антон Батагов, Ираида Юсупова, Алексей Айги и другие композиторы.
Сам композитор причисляет себя к направлению, пришедшему в 1990-е годы из Бельгии: «новая консонантная музыка». «Консонанс или, проще говоря, благозвучие — не просто акустическая категория, но и эстетическая, — говорит Г.Пелецис. — Огромной духовной силой смог наделить консонанс Арво Пярт. Для меня он один из величайших композиторов современности».
Пелециса также интересует синтез искусств. Очень перспективным он считает добавление видеоряда к музыке, к симфониям, сонатам. Свою «Осеннюю музыку» для фортепьяно и квартета он видел в контрапункте с изображением.

### Творческие союзы
Георг Пелецис активно работает с музыкантами, создавая музыку порой специально для каких-то коллективов или событий. В начале 1990-х годов он был активным участником и президентом Рижского центра старинной музыки. Его произведения исполняют «Кремерата Балтика» и его товарищ со школьных лет, выдающийся скрипач Гидон Кремер, оркестр «OpusPost» Татьяны Гринденко, хор «Latvija» и другие солисты и оркестры.
Пьеса «Переписка для двух фортепиано» (Long Arms Rekords, CDLA 03024) появилась в результате эпистолярных посланий друг другу двух друзей — Георгия Пелециса и Владимира Мартынова, однокашника Георгия по Московской консерватории.

### Православная музыка
Георгий Пелецис — выходец из православной семьи, однако к осознанной вере он пришел довольно поздно, в 35 лет. Когда он жил в Москве у своего друга Владимира Мартынова, работая над докторской диссертацией, иеромонах Павел устраивал на своей квартире нечто вроде «просветительских курсов» для интеллигенции. Там-то Пелецис и обрёл своего первого духовного наставника. По возвращении в Ригу Пелецис стал прихожанином Свято-Троицкой церкви в Задвинье. Скоро его заметили, пригласили прислуживать в алтаре во время службы, петь на клиросе. Именно с того времени началось углублённое изучение литургии и текстов Священного Писания, затем отразившееся в творчестве композитора. В музыкальную тему Апокалипсиса, «Откровения Иоанна Богослова», композитор привнёс светлые, жизнеутверждающие настроения, которыми пронизаны все православные догматические тексты. Сам автор в интервью на Радио-4 «Домская площадь» сказал: «Мне хотелось вселить в душу слушателей надежду и показать финал того пути, который они могут избрать, если встанут на пути Господни». Поэтому для своего произведения он взял из Откровения не начало, самую страшную часть — кару за прегрешения человека, а четвёртую, финальную часть, в которой описывается Небесный Иерусалим, символизирующий Царствие Небесное.
Пелецис создал также ораторию «Бог есть Любовь» на русские и латышские тексты православных страстотерпцев, живших в Латвии, — священномученика архиепископа Иоанна Поммера, архимандрита Тавриона и других, Рождественскую и Пасхальную оратории, «Реквием», хоровые произведения на текст Псаломов № 28 и № 118.

### Музыкальное кредо
Роль композитора в современном мире изменилась: от него более не ждут откровений, как это было еще в XX веке, признаёт Г.Пелецис. Последним примером фурора вокруг классического произведения он считает исполнение 4-й симфонии Иманта Калныньша, когда на концерты шли люди, совершенно далёкие от симфонической музыки — и не только потому, что в оркестре появилась партия бас-гитары и дополнительная секция ударных, а потому, что в музыке звучали идеи перестройки, что и почувствовала публика. «Диски с 4-й симфонией расходились наравне с дисками Паулса», — вспоминает Г.Пелецис.
Современные технологии позволяют слушать любую музыку в любом количестве в прекрасных записях, на специальных каналах ТВ, радиостанций, в Интернете. Однако это обилие информации создало пропасть между слушателем и музыкой и дифференциацию внутри самой музыки. «У каждого направления — своя аудитория, свои фестивали, свои меценаты, своя „тусовка“, — говорит композитор. — В жизни встречаются люди, которые одного-то языка толком не знают, а есть полиглоты. То же самое и в слушательской среде. Надо стараться просто быть в курсе всех процессов, происходящих в музыке, и определиться со своими предпочтениями и приоритетами, со „своей музыкой“».
Г.Пелецис отмечает, что в Англии при исполнении «Мессии» Генделя дирижёр предлагает залу присоединиться к пению, и это даёт незабываемые впечатления. Аналогичного эффекта можно было бы достичь, если бы хор и слушатели вместе пели «Всенощную» Рахманинова. Однако наша закостенелая система преподавания музыки готовит исполнителей, а не музыкантов, которые могли бы импровизировать, подобрать или продолжить мелодию. Настоящих музыкантов мало, считает композитор. Он уверен, что детей надо приучать к импровизации, взращивать в них радость музицирования, воспитывать слушателей, завсегдатаев концертных залов и музыкальных мероприятий. Даже традиция народных хоров в Латвии находится «под тяжелым прессом социальных изменений в обществе».

## Избранные произведения
- Новогодняя музыка для фортепиано (1977)
- Сюита № 1 для фортепиано (1980)
- Концерт для трубы и оркестра (1982)
- Concertino bianco для фортепиано и камерного оркестра (1983)
- Сюита № 2 для фортепиано (1984)
- Музыка из-за стены, для скрипки, альта, виолончели и фагота (1984)
- Lamento, струнный квартет (1986)
- Nevertheless, концерт для скрипки, фортепиано и камерного оркестра (1994)
- Christ is Risen! Православная оратория для сопрано, меццо-сопрано, тенора, баса, смешанного хора и симфонического оркестра (1996)
- Marcia funebre для фортепиано (1998)
- Christ is Born! Рождественская оратория для смешанного хора и симфонического оркестра (2000)
- Встреча с другом для скрипки (или фортепиано) и струнного оркестра (2001)
- Г. Пелецис, В. Мартынов. Переписка для двух фортепиано (2002)
- Диалог для сопрано, двух контртеноров и органа (2003)
- Встречи и разлуки для двух виолончелей (2003)
- Missa Brevis для женского хора и фортепиано (2003)
- Смертью смерть поправ, оратория для смешанного хора, фонограммы и живописных иллюстраций (2004)
- Латвийский реквием (2006)

## Исполнители
Сочинения Пелециса исполняют А. Любимов, Г. Кремер, Т. Гринденко, А. Батагов и др.

## Семья
Супруга — Марина Вячеславовна Пелеце, музыкальный педагог.
Сыновья — Георг Пелецис, хирург-травматолог; Юрий Пелецис.

## Награды
- Премия Министерства культуры Латвии за симфонию «Лондон», за оратории «Бог есть любовь» и «Христос рождается» (2001)
- Медаль Международного центра Палестрины в Риме за исследование «Принципы полифонии Палестрины и традиции эпохи вокального многоголоса» (1993)
- Офицер ордена Трёх звёзд (2017)[8]